# نیکلاس پریور
نیکلاس پریور (به انگلیسی: Nicholas Pryor) (۲۸ ژانویهٔ ۱۹۳۵ – ۷ اکتبر ۲۰۲۴) بازیگر آمریکایی بود.
از فیلم‌ها یا مجموعه‌های تلویزیونی‌ای که وی در آنها بازی کرده است، می‌توان به دیمین: طالع نحس ۲، کمتر از صفر، آسمان‌خراش و ارتفاعات آرام اشاره کرد.